# Оптимальное асимметричное шифрование с дополнением
OAEP (англ. Optimal Asymmetric Encryption Padding, Оптимальное асимметричное шифрование с дополнением) — схема дополнения, обычно используемая совместно с какой-либо односторонней функцией с потайным входом (например RSA или функции Рабина) для повышения криптостойкости последней. OAEP предложено Михиром Белларе и Филлипом Рогавэем, а его применение для RSA впоследствии стандартизировано в PKCS#1 и RFC 2437.

## История
Оригинальная версия OAEP, предложенная Белларе и Рогавэем в 1994 году заявлялась как устойчивая к атакам на основе подобранного шифротекста в сочетании с любой односторонней функции с потайным входом. Дальнейшие исследования показали, что такая схема обладает устойчивостью только к атакам на основе неадаптивно подобранного шифротекста. Несмотря на это, было доказано, что в модели случайных оракулов при использовании стандартного RSA с шифрующей экспонентой, схема обладает так же устойчивостью к атакам на основе адаптивно подобранного шифротекста. В более новых работах было доказано, что в стандартной модели (когда хеш-функции не моделируются как случайные оракулы) невозможно доказать устойчивость к атакам на основе адаптивного шифротекста в случае использования RSA.

## Алгоритм OAEP

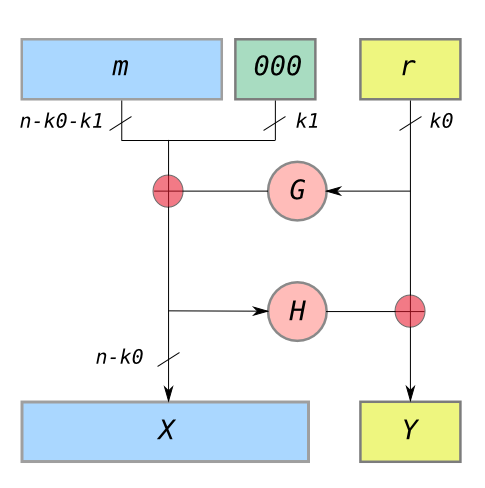
Схема OAEP

Классическая схема OAEP представляет собой двухъячеечную сеть Фейстеля, где в каждой ячейке данные преобразуются с помощью криптографической хеш-функции. На вход сеть получает сообщение с дописанными к нему проверяющими нулями и ключ — случайную строку.
В схеме используются следующие обозначения:
- {\displaystyle n} — число бит в подготавливаемом для асимметричного шифрования блоке.
- {\displaystyle k_{0}} и {\displaystyle k_{1}} — фиксированные протоколом целые числа.
- {\displaystyle m} — открытый текст сообщения, {\displaystyle n-k_{0}-k_{1}}-битная строка.
- {\displaystyle G} и {\displaystyle H} — криптографические хеш-функции, заданные протоколом.

### Шифрование
1. Сообщению {\displaystyle m} дописывается {\displaystyle k_{1}} нулей, благодаря чему оно достигает {\displaystyle n-k_{0}} бит в длину.
2. Генерируется случайная {\displaystyle k_{0}}-битная строка {\displaystyle r}.
3. {\displaystyle G} расширяет {\displaystyle k_{0}} бит строки {\displaystyle r} до {\displaystyle n-k_{0}} бит.
4. {\displaystyle X=m00..0\bigoplus G(r)}.
5. {\displaystyle H} ужимает {\displaystyle n-k_{0}} бит {\displaystyle X} до {\displaystyle k_{0}} бит.
6. {\displaystyle Y=r\bigoplus H(X)}.
7. Зашифрованный текст {\displaystyle X||Y}.

### Расшифрование
1. Восстанавливается случайная строка {\displaystyle r=Y\bigoplus H(X)}
2. Восстанавливается исходное сообщение как {\displaystyle m00..0=X\bigoplus G(r)}
3. Последние {\displaystyle k_{1}} символов расшифрованного сообщения проверяются на равенство нулю. Если имеются ненулевые символы, то сообщение подделано злоумышленником.

## Применение
Алгоритм OAEP применяется для предварительной обработки сообщения перед использованием RSA. Сначала сообщение дополняется до фиксированной длины с помощью OAEP, затем шифруется с помощью RSA. Совместно, такая схема шифрования получила название RSA-OAEP и является частью действующего стандарта шифрования с открытым ключом (RFC 3447). Так же Виктором Бойко было доказано, что функция вида {\displaystyle g^{G,H}(x)=f(OAEP^{G,H}(x,r))} в модели случайных оракулов является преобразованием типа "все или ничего".

## Модификации
В силу таких недостатков, как невозможность доказать криптографическую стойкость к атакам на основе подобранного шифротекста, а также низкая скорость работы схемы, впоследствии были предложены модификации на основе OAEP, которые устраняют данные недостатки.

### Алгоритм OAEP+
Виктор Шоуп предложил свой вариант схемы дополнения на основе OAEP (называемый OAEP+), который является устойчивым к атакам с адаптивно подобранным шифротекстом в случае комбинирования с любой односторонней функцией с потайным входом.
- {\displaystyle n} — число бит в подготавливаемом для асимметричного шифрования блоке.
- {\displaystyle k_{0}} и {\displaystyle k_{1}} — фиксированные протоколом целые числа.
- {\displaystyle m} открытый текст сообщения, {\displaystyle n-k_{0}-k_{1}}-битная строка.
- {\displaystyle G}, {\displaystyle H} и {\displaystyle H'} — криптографические хеш-функции, заданные протоколом.

#### Шифрование
1. Генерируется случайная {\displaystyle k_{0}}-битная строка {\displaystyle r}.
2. {\displaystyle H'} преобразует {\displaystyle r||m} в строку длины {\displaystyle k_{1}}.
3. {\displaystyle G} преобразует {\displaystyle r} в строку длины {\displaystyle n-k_{0}-k_{1}}.
4. Составляется левая часть сообщения {\displaystyle X=(G(r)\bigoplus m)||H'(r||m)}.
5. {\displaystyle H} преобразует {\displaystyle X} в строку длины {\displaystyle k_{0}}.
6. Составляется правая часть сообщения {\displaystyle Y=H(X)\bigoplus r}.
7. Зашифрованный текст {\displaystyle X||Y}.

#### Расшифрование
1. Восстанавливается случайная строка {\displaystyle r=Y\bigoplus H(X)}.
2. {\displaystyle X} разбивается на две части {\displaystyle X_{1}} и {\displaystyle X_{2}}, размерами {\displaystyle n-k_{1}-k_{0}} и {\displaystyle k_{1}} бит соответственно.
3. Восстанавливается исходное сообщение как {\displaystyle m=G(r)\bigoplus X_{1}}.
4. Если не выполняется {\displaystyle H'(r||m)=X_{2}}, то сообщение подделано.

### Алгоритм SAEP/SAEP+
Дэн Боне предложил две упрощённые реализации OAEP, названные SAEP и SAEP+ соответственно. Основная идея упрощения шифрования заключается в отсутствии последнего шага — сообщение «склеивалось» с изначально сгенерированной случайной строкой {\displaystyle r}. Таким образом, схемы состоят только из одной ячейки Фейстеля, благодаря чему достигается прирост к скорости работы. Отличием алгоритмов друг от друга выражается в записи проверяющих битов. В случае SAEP это нули, в то время как для SAEP+ — это хеш от {\displaystyle m||r} (соответственно как у OAEP и OAEP+). Недостатком алгоритмов является сильное уменьшение длины сообщения. Надёжность схем в случае использования функции Рабина и RSA была доказана только при следующем ограничении на длину передаваемого текста: {\displaystyle m\leqslant n/2+k_{0}} для SAEP+ и дополнительно {\displaystyle m\leqslant n/4} для SAEP. Стоит отметить, что при примерно одинаковой скорости работы, SAEP+ имеет меньше ограничений на длину сообщения чем SAEP, благодаря чему признан более предпочтительным.
В схеме используются следующие обозначения:
- {\displaystyle n} — число бит в блоке RSA или криптосистемы Рабина.
- {\displaystyle k_{0}} и {\displaystyle k_{1}} — фиксированные протоколом целые числа.
- {\displaystyle m} открытый текст сообщения, {\displaystyle n-k_{0}-k_{1}}-битная строка.
- {\displaystyle G} и {\displaystyle H} — криптографические хеш-функции, заданные протоколом.

#### Шифрование SAEP+
1. Генерируется случайная {\displaystyle k_{0}}-битная строка {\displaystyle r}.
2. {\displaystyle G} преобразует {\displaystyle m||r} в строку длины {\displaystyle k_{1}}.
3. {\displaystyle H} преобразует {\displaystyle r} в строку длины {\displaystyle n-k_{0}}.
4. Вычисляется {\displaystyle X=(m||G(m||r))\bigoplus H(r)}.
5. Зашифрованный текст {\displaystyle X||r}.

#### Дешифрование SAEP+
1. Вычисляется {\displaystyle X_{1}||X_{2}=X\bigoplus H(r)}, где {\displaystyle X_{1}} и {\displaystyle X_{2}} — строки размерами {\displaystyle n-k_{0}-k_{1}} и {\displaystyle k_{0}} соответственно.
2. Проверяется равенство {\displaystyle X_{2}=G(X_{1}||r)}. Если равенство выполняется, то исходное сообщение {\displaystyle X_{1}}, если нет — то сообщение подделано злоумышленником.